# Careproctus mollis
Careproctus mollis es una especie de pez marino de la familia Liparidae. Fue descrito por Charles Henry Gilbert y Charles Victor Burke en 1912.
La hembra puede crecer hasta 7,4 centímetros de longitud. Vive a profundidades que van desde los 247 hasta 882 metros. Se encuentra en el mar de Bering.
Careproctus mollis es batidemersal e inofensiva para el ser humano.

### Lecturas recomendadas
- Anònim, 2001. Base de dades de la col·lecció de peixos del National Museum of Natural History (Smithsonian Institution). Smithsonian Institution - Division of Fishes.
- Txernova, N. V.; Stein, D. L.; Andriàixev, A. P «Family Liparidae (Scopoli, 1777) snailfishes» (en anglès). California Academy of Sciences Annotated Checklists of Fishes, 31, 72, 2004.
- Kido, K., 1985. New and rare species of the genus Careproctus (Liparididae) from the Bering Sea. Jap. J. Ichthyol. 32(1):6-17.